# Angelina Michajłowa
Angelina Trifunowa Michajłowa (bułg. Ангелина Трифунова Михайлова; ur. 9 czerwca 1960 w Płowdiwie) – bułgarska koszykarka, medalistka olimpijska.
Uczestniczka turnieju eliminacyjnego do igrzysk olimpijskich w Moskwie. Olimpijka z Moskwy, gdzie uzyskała wicemistrzostwo olimpijskie zdobywając 41 punktów.
Uczestniczka juniorskich mistrzostw Europy z 1977. Bułgarki zajęły dziewiątą pozycję (Michajłowa osiągnęła 54 punkty w siedmiu meczach).